# 原子簇化學
原子簇化学（英語：Cluster Chemistry）是当前化学中最有趣而又极其活跃的领域之一，首先由弗兰克·阿尔伯特·科顿于1966年提出，对研究生命科学、材料科学、有机金属化学等领域都有很重要的意义。

## 原子簇
卢嘉锡将「clusters」译为“原子簇”，将「Cluster Compound」译为「原子簇化合物」，而把「Transition Metal Cluster」译为「过渡金属簇合物」。
原子簇有多种定义，比较全面的是由徐光宪、江元生等人提出的定义：
凡以3个或3个以上原子直接键合构成的多面体或笼为核心，连接外围原子或基团而形成的结构单元称原子簇。